# Dham Pulo
Dham Pulo is een bestuurslaag in het regentschap Aceh Besar van de provincie Atjeh, Indonesië. Dham Pulo telt 397 inwoners (volkstelling 2010).